# Rissa

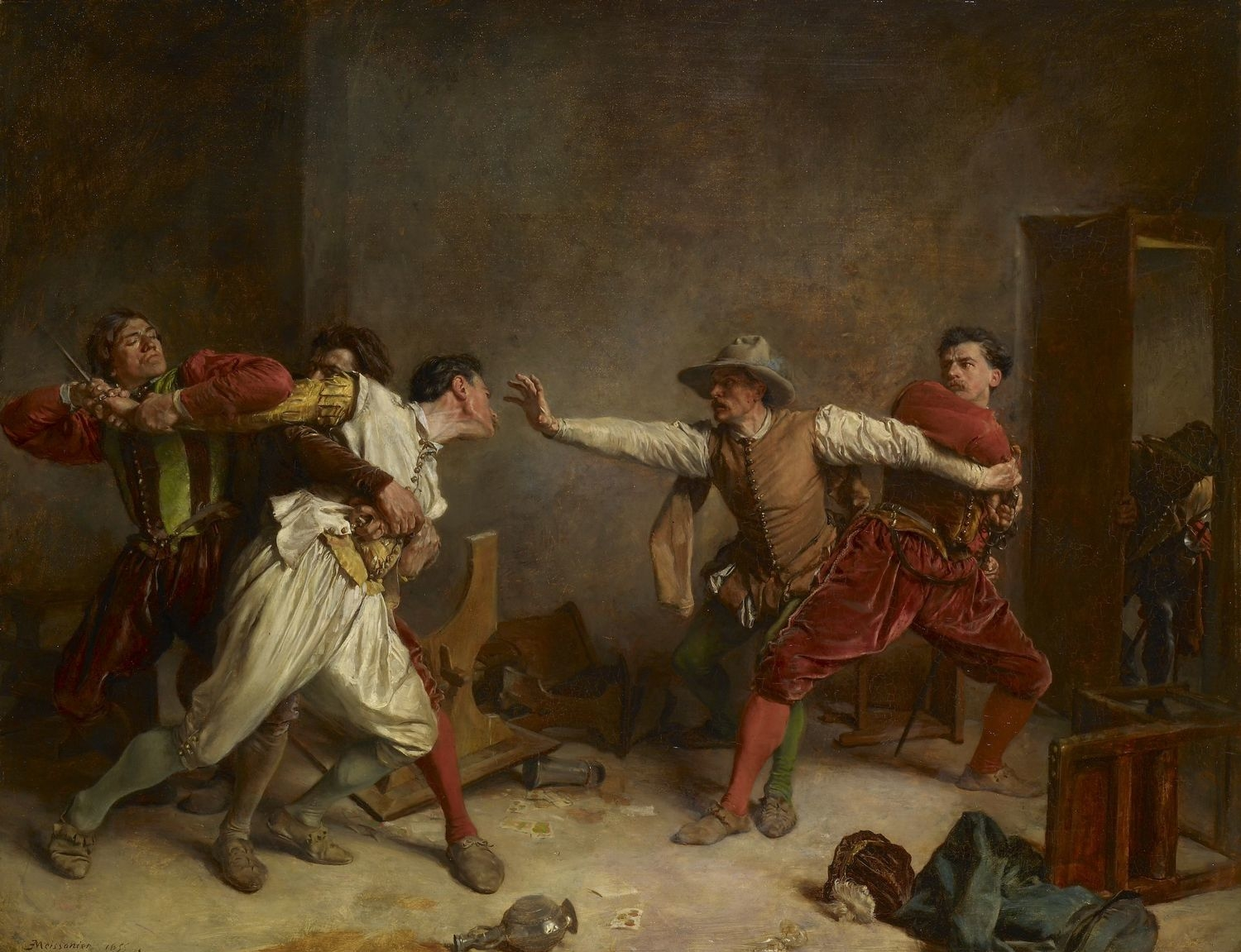
La rissa (1855), Ernest Meissonier

La rissa è una lite violenta tra più parti, generalmente rumorosa e volgare, con scambio di percosse fisiche, che talvolta può degenerare anche nell'uso delle armi. In molti ordinamenti, la rissa è considerata un reato contro l'ordine pubblico.

## Nel diritto

### Australia
Nel Nuovo Galles del Sud, la sezione 93C del Crimes Act 1900 riporta che una persona sarà colpevole di rissa se ricorre a minacce di uso della violenza in modo illecito verso un altro individuo e il suo comportamento è tale da indurre una persona di carattere fermo presente sulla scena a temere per la sua personale sicurezza. Un soggetto sarà colpevole di rissa solo se ricorre a minacce o l'uso diretto della violenza, o è al corrente che la sua condotta può essere violenta o minaccia apertamente l'uso della violenza. La pena massima per un reato che viene meno a quanto riporta l'articolo 93C è di 10 anni di reclusione.
Nel Queensland l'articolo 72 del Criminal Code of 1899 definisce la rissa come la partecipazione a una lotta che avviene in strada o un qualsiasi altro luogo a cui il pubblico ha accesso. Questa definizione è tratta da quella del Criminal Code Bill of 1880, cl. 96. L'articolo 72 asserisce che «Compie un reato minore chiunque prenda parte ad una lotta in un luogo pubblico, o partecipi ad una lotta di natura tale da allarmare il pubblico in qualsiasi altro luogo al quale il pubblico abbia accesso. Pena massima: 1 anno di reclusione.»
Nella Victoria, la rissa faceva parte dei reati del common law fino al 2017, anno in cui si decise di inserirla tra i reati nell'articolo 195H del Crimes Act 1958 (Vic). L'articolo riporta che  la rissa è l'uso della violenza, o il ricorso di minacce di violenza, da parte di una persona in un modo che indurrebbe terrore a un soggetto sufficientemente risoluto. Tuttavia, una persona che commette questo comportamento può essere ritenuta colpevole di rissa solo se l'uso o la minaccia dell'uso della violenza viene percepito da entrambe le parti, o se la persona è sconsiderata qualora il comportamento comporta l'uso o la minaccia di violenza. Se giudicata colpevole, la pena massima che può essere inflitta per rissa è la reclusione per 5 anni; se al momento del reato la persona indossava un rivestimento del viso utilizzato principalmente per nascondere la loro identità o per proteggerli dagli effetti della folla sostanze di controllo, la detenzione arriva a 7 anni.

### Italia
In Italia la rissa è normata dall'art. 588 c.p.c. e commettono reato tutti i partecipanti che ne abbiano coscienza e volontà, con intento offensivo e difensivo. Non è necessario che si verifichino effettivamente lesioni alle persone (come invece era nel precedente Codice Zanardelli).

### Regno Unito
Dal 1987, in Inghilterra e Galles, la rissa non è più considerata un reato in materia di diritto comune. Nonostante questo, la rissa viene condannata e definita dall'articolo 3 del Public Order Act 1986.
La rissa è considerata un reato grave ai sensi del Criminal Justice (Northern Ireland) Order 2008, emanato nell'Irlanda del Nord.